# Burton Lane
Burton Lane (* 2. Februar 1912 in New York City als Burton Levy; † 5. Januar 1997 ebenda) war ein US-amerikanischer Musiker, Komponist und Liedtexter des Great American Songbook. Er arbeitete mit E. Y. Harburg, Frank Loesser und Alan Jay Lerner zusammen und schrieb die Jazzstandards Old Devil Moon, How About You? und I Hear Music.

## Leben und Wirken
Burton Levy bekam schon im Alter von drei Jahren Klavierstunden. Schon als Jugendlicher zeigte er Talent zum Komponieren; so schrieb er schon mit 14 Jahren Songs für eine Broadwayrevue von Jacob J. Shubert. Sein Vater glaubte an dessen Talent und setzte es sich in den Kopf, dass George Gershwin ihn hören solle; er hörte, dass Gershwin sich in einem Hotel in Atlantic City aufhalte, und buchte dort ein Zimmer. Er ließ Burton in der Hotellobby dessen Kompositionen spielen und hoffte, dass Gershwin vorbeikäme und das Talent des jungen Mannes entdecke. Die Rechnung ging auf; Gershwin wurde Burton Levys Mentor. Im Alter von 15 Jahren bekam er durch Gershwins Vermittlung einen Job bei der Remick Publishing Company. Dort lernte er den Liedtexter Howard Dietz kennen, der gerade an der Revue There’s a Crowd (1930) arbeitete. Bei der Premiere enthielt sie zwei Songs von Dietz und Burton Levy, Out in the Open Air und Forget All Your Books.
Danach arbeitete Burton Lane mit dem Liedtexter Harold Adamson für die Revue Earl Carrolls Vanities (1931). Dies brachte dem Team die Einladung, in Hollywood in der aufstrebenden Musical-Filmproduktion zu arbeiten, zuerst 1933 bei MGM für den Musikfilm Dancing Lady. Daraus stammt der Song-Klassiker Everything I Have is Yours, Burton Lanes erster Hitsong. Die nächsten sieben Jahre blieb er in Hollywood und arbeitete für die Filmmusicals. 1940 kehrte er zum Broadway zurück und schrieb das Script für die Show Hold On to Your Hats, in der Al Jolson und Martha Raye die Hauptrollen spielten. Daraus stammte der mit E. Y. Harburg komponierte Song There’s A Grat Day Coming Manana. Zurück in Hollywood schrieb Lane weiter Songs mit Harburg, meist Titelmelodien für Nicht-Musikfilme. Mit Harburg schrieb er 1947 seinen nächsten Revue-Erfolg Finian’s Rainbow. Daraus stammten auch populäre Songs wie How Are Things in Glocca Morra?, If This Isn’t Love, Look to the Rainbow und der spätere, von Miles Davis und vielen anderen Musikern interpretierte Jazzstandard Old Devil Moon.
Ab 1951 begann Lanes Zusammenarbeit mit dem Liedtexter Alan Jay Lerner; sie schrieben für das MGM-Musical Royal Wedding, in dem Fred Astaire die Hauptrolle spielte. Achtzehn Jahre nach Finian’s Rainbow schrieb Lane schließlich wieder für den Broadway. Mit den Texten von Alan Jay Lerner entstand das Musical On a Clear Day You Can See Forever (1965). Ihre letzte gemeinsame Produktion war 1979 Carmelita; danach zog sich Lane aus dem Musikgeschäft zurück.
Zeitweise war Lane in seiner Karriere auch als Präsident der American Guild of Authors and Composers tätig und war mit dem Kampf gegen Musikpiraterie beschäftigt. Dreimal fungierte er auch als Direktor des American Society of Composers, Authors, and Publishers (ASCAP).

## Die Entdeckung Judy Garlands
Burton Lane gilt – nach der Songwriters’ Hall of Fame – als der eigentliche Entdecker der elfjährigen Frances Ethel Gumm, die als Judy Garland weltberühmt wurde. Er hatte eine Vorführung ihrer Schwestern im Paramount-Theater in Hollywood organisiert. Die Schwestern Susie und Mary Jane brachten damals ihre kleinere Schwester Frances, die das Lied Zing Went the Strings of My Heart sang. Lane rief sofort Jack Robbins, Chef der Musikabteilung bei MGM an, und erzählte ihm von dem großen Talent, das er gerade entdeckt habe. Am nächsten Tag hörte Robbins die Stimme des jungen Mädchens, wobei sie Lane am Klavier begleitete; Robbins war begeistert und holte noch Louis B. Mayer hinzu. Mayer war so beeindruckt, dass er jeden Songschreiber und Produzenten herbeiholte. Frances (Judy) bekam ihren Vertrag; dies war der Beginn ihrer großen Karriere. Lane arbeitete jedoch erst sieben Jahre später wieder mit Garland (Babes on Broadway).

## Ehrungen
Burton Lane erhielt den Grammy Award 1965 für das beste Broadway-Album des Jahres (On a Clear Day You Can See Forever).

## Arbeiten für den Broadway und Tony Award Nominierungen
- Earl Carroll’s Vanities [1931] (1931) - (Revue) - Ko-Komponist und Go-Texter
- Singin' the Blues (1931) - Musiker und Ko-Komponist
- Hold on to Your Hats (1940) - Musical - Komponist
- Laffing Room Only (1944) - (Revue) - Komponist und Texter
- Finian's Rainbow (1947, Wiederaufführungen 1955, 1960) - Musical - Komponist
- On a Clear Day You Can See Forever (1966) - Musical - Komponist - Tony Nominierung Tony Award in der Kategorie Bester Komponist und Liedtexter
- We Bombed in New Haven (1968) - Theaterstück - Komponist des Songs Bomb, Bomb, Bombing Along
- Carmelina (1979) - Musical - Komponist - Tony Nominierung für Best Original Score.

## Filmografie (Auswahl)
- 1938: Piraten in Alaska (Spawn of the North)
- 1951: Königliche Hochzeit (Royal Wedding)
- 1953: Eine Chance für Suzy (Give a Girl a Break)
- 1954: Jupiters Liebling (Jupiter's Darling)
- 1959: Abenteuer am Mississippi (The Adventures of Huckleberry Finn)
- 1968: Der goldene Regenbogen (Finian’s Rainbow)
- 1970: Einst kommt der Tag... (On a Clear Day You Can See Forever)